# Vlag van oblast Moskou
De vlag van oblast Moskou is in gebruik sinds 3 december 1997. De vlag bestaat uit een rood veld met het centrale embleem van het wapen van de oblast in de broektop. Op het embleem staat een afbeelding van Joris van Cappadocië, de beschermheilige van Moskou, die op een wit paard rijdt en een draak verslaat. De breedte van het embleem is 1/5 van de lengte van de vlag. Zowel de kleur van het veld als de afbeelding van Sint-Joris zijn gebaseerd op het historische wapen van de stad Moskou.